# Zagrebačka filharmonija
Zagrebačka filharmonija (engl. Zagreb Philharmonic Orchestra; njem. Zagreber Philharmonie) je orkestar iz Zagreba, čiji početci sežu od 1871. godine. Gostovanjima i koncertima diljem svijeta ubraja se među značajnije glazbene skupine koje djeluju u Zagrebu, osobito na području klasične glazbe. Izvela je i praizvela niz djela hrvatskih skladatelja. U sklopu filharmonije djeluju Revijski i Komorni orkestar.
Filharmonija ima i bogatu diskografija ovjenčana nizom nagrada (Porin) i izdanjima za hrvatske i svjetske diskografske kuće (Virgin Classics, Deutsche Grammophon, Naxos). Redovito sudjeluje u programima Dubrovačkih ljetnih igara i Muzičkoga biennala Zagreb. 

## Povijest
Povijest Zagrebačke filharmonije usko je povezana s poviješću opere HNK u Zagrebu. Naime, u prvoj polovici 19. stoljeća orkestralne su koncerte u Zagrebu priređivali uglavnom amaterski instrumentalni sastavi, a osnutkom stalne Opere 1870. dolazi do značajnog preokreta. Sa željom da zagrebačkoj publici ponudi što raznovrsniji glazbeni program, Ivan pl. Zajc je u sklopu kazališta počeo organizirati koncertne izvedbe ulomaka iz popularnih opera, uvertire, pojedine stavke rado slušanih simfonija te, s vremenom, i cijele simfonije. Prvi takav »Quodlibet« – tako je Zajc nazivao te koncerte – održan je 25. veljače 1871. Taj se koncert i danas smatra početkom profesionalne orkestralno-koncertne djelatnosti u Zagrebu i začetkom današnje Zagrebačke filharmonije. ↓1
Godine 1894. vodstvo zagrebačkoga Hrvatskog narodnog kazališta preuzeo je Stjepan Miletić. Na njegov je poticaj od 1896. kazališni orkestar opet počeo redovito održavati simfonijske koncerte. Među priredbama toga orkestra, po iznimnom će značaju u povijesti hrvatske glazbe zauvijek ostati zapisan Simfonijski koncert mladih hrvatskih skladatelja održan 5. veljače 1916. Poslije Prvoga svjetskoga rata bila je očita potreba da se koncertni život u Zagrebu reorganizira pa su kazališni glazbenici, na poticaj violista Dragutina Aranya, 1919. osnovali Filharmoniju kazališnog orkestra, čiji je naziv 3. listopada 1920. promijenjen u Zagrebačku filharmoniju.
Povijest Zagrebačke filharmonije pisali su i njezini prvorazredni šefovi dirigenti: Fritz (Friedrich) Zaun, Milan Horvat, Lovro von Matačić, Mladen Bašić, Pavle Dešpalj, Kazushi Ono, Pavel Kogan, Alexander Rahbari, Frank Shipway i Vjekoslav Šutej. Nakon Šutejeve smrti, orkestru su svojim djelovanjem kao umjetnički savjetnici pomogli Uroš Lajovic i Dmitrij Kitajenko. Od rujna 2016. šef dirigent Zagrebačke filharmonije postao je po izboru članova orkestra – austrijski dirigent David Danzmayr, kojega nasljeđuje od ožujka 2021. godine poljski dirigent Dawid Runtz.
Svojim su radom i umjetničkim izvedbama kvaliteti Zagrebačke filharmonije značajno doprinijeli i mnogi strani proslavljeni dirigenti, primjerice Bruno Walter, Leopold Stokowski, Paul Kletzki, Sir Malcolm Sargent, Kiril Kondrašin, Kurt Sanderling, Carlo Zecchi, Jean Martinon, Lorin Maazel, Rafael Frühbeck de Burgos, Hans Graf, Leopold Hager, Marko Letonja, Sir Neville Marriner, Jesús López Cobos, Antoni Wit i Valerij Gergijev, te slavni skladatelji poput Igora Stravinskog, Krzysztofa Pendereckog i Petera Maxwella Davisa. Milan Sachs, Krešimir Baranović, Boris Papandopulo, Stjepan Šulek, Milko Kelemen, Berislav Klobučar, Vladimir Kranjčević, Ivo Lipanović, Ivan Repušić, Tomislav Fačini i Alan Bjelinski također su ostvarili zapaženu suradnju sa zagrebačkim Filharmoničarima. 
Brojni su strani svjetski priznati glazbenici nastupali uz Zagrebačku filharmoniju kao solisti na inozemnim turnejama i gosti u Filharmonijinim koncertnim ciklusima, primjerice Yehudi Menuhin, Antonio Janigro, Mstislav Rostropovič, Henryk Szeryng, Emil Gileljs, Leonid Kogan, Nathan Milstein, Aldo Ciccolini, Luciano Pavarotti, Ivo Pogorelić, Montserrat Caballé, Mischa Maisky, Enrico Dindo, Aleksandr Rudin, David Garret, Julian Rachlin, Shlomo Mintz, Sarah Chang, Simon Trpčeski i Michel Camilo. Sa Zagrebačkom su filharmonijom uvijek rado surađivali i poznati hrvatski glazbenici, primjerice Ivo Pogorelić, Zvjezdana Bašić, Melita Lorković, Ranko Filjak, Vladimir Krpan, Pavica Gvozdić, Branko Sepčić, Stjepan Radić, Jurica Murai, Martina Filjak, Mia Elezović, Josip Klima, Monika Leskovar, Radovan Cavallin, Radovan Vlatković i mnogi drugi. Ne treba pritom zaboraviti ni uspješne i rado slušane koncerte s popularnim crossover-umjetnicima, primjerice Maksimom Mrvicom i duom 2Cellos.
Sezonu 2011./2012. obilježilo je intenziviranje suradnje s maestrom Dmitrijem Kitajenkom, jednim od najvećih dirigenata današnjice, koja traje sve do danas. Njegovim djelovanjem kao umjetničkim savjetnikom Zagrebačke filharmonije, otpočela je nova era u povijesti orkestra obilježena novim umjetničkim poletom, zapaženim glazbenim postignućima, kao i velikim koncertnim i diskografskim projektima koje planira u budućnosti. 
U srpnju 2012. godine, u Areni Zagreb, orkestri Zagrebačke i Slovenske filharmonije s osmero vokalnih solista i zborom sastavljenim od gotovo tisuću pjevača iz Hrvatske i Slovenije pod vodstvom ruskog dirigenta Valerija Gergijeva izveli su Simfonije Tisuće Gustava Mahlera.
Svoje koncertne programe Zagrebačka filharmonija publici nudi u tri redovita pretplatnička ciklusa: Crveni i Plavi ciklus, a od sezone 2015./2016. i Off ciklus.
Osim spomenutih koncertnih ciklusa, tu su i koncerti izvan pretplate, primjerice humanitarni koncert Pokaži ljubav u organizaciji Zagrebačke filharmonije i Rotary kluba Zagreb 1242 kojim se prikupljaju novčana sredstva kao pomoć u liječenju najmlađih bolesnika; zatim tradicionalni humanitarni Koncert za život u sjećanje na Anu Rukavinu i maestra Vjekoslava Šuteja kojim Zagrebačka filharmonija podupire rad zaklade Ana Rukavina te tradicionalni Filharmonijski bal.
Suradnjom Zagrebačke filharmonije i organizacije Zagreb film festival, od 2012. godine u sklopu projekta Fil(m)harmonija, zagrebačka publika pozvana je uživati u spoju filmske i glazbene umjetnosti gdje je svaka projekcija praćena orkestrom koji uživo izvodi izvornu filmsku glazbu u kinu Europa.
Grad Zagreb, Zagrebačka filharmonija i druge zagrebačke kulturne ustanove ujedinile su se u misiji širenja kulturne ponude grada Zagreba te pritom osnovali prvi festival klasične glazbe na otvorenom – Zagreb Classic, s koncertima na Tomislavcu.
Zagrebačka filharmonija nastupala je u gotovo svim zemljama Europe, SAD-u, Meksiku, Japanu, Omanu, Kini i Argentini. U veljači 2016. godine, orkestar je nastupio i u njujorškom Carnegie Hallu. Koncerti Zagrebačke filharmonije u novogodišnje jutro u Salzburgu, postali su također neizostavni dio njezine koncertne sezone. 
U skladu s tradicijom svih velikih orkestara, Zagrebačka filharmonija nakon svog tradicionalnog Filharmonijskog bala, četiri je godine (2016., 2017., 2018. i 2020. ) putovala u „Mozartov grad“, gdje je u novogodišnje jutro u prestižnom salzburškom Grosses Festspielhausu održavala svečane koncerte u novogodišnje jutro.
Posebnu pozornost Zagrebačka filharmonija posvećuje razvijanju interesa i približavanja klasične glazbe djeci i mladima kroz svoj Tjedan glazbe za mlade u zagrebačkom Lisinskom. 

### NagradaMladi glazbenik godine
Zagrebačka filharmonija posebnu brigu vodi o mladim talentiranim glazbenicima pa tako mladim instrumentalistima, pjevačima, dirigentima i skladateljima za njihova osobito zapažena solistička, odnosno autorska umjetnička postignuća prosudbeno povjerenstvo od 1991. dodjeljuje nagradu Mladi glazbenik godine. Dobna granica kandidata za Nagradu u kategoriji instrumentalista je do 27, a u kategoriji pjevača, dirigenata i skladatelja 32 godine. Kandidati za Nagradu trebaju biti državljani Republike Hrvatske, a svaki kandidat tu Nagradu može primiti samo jednom u životu.

### Rezidencijski skladatelj
U koncertnoj sezoni 2012./2013. orkestar Zagrebačke filharmonije prvi put u svojoj povijesti uvodi i instituciju rezidencijalnog skladatelja: ta je čast u sljedeće dvije koncertne sezone ukazana uglednom hrvatskom skladatelju Davorinu Kempfu.

## Diskografija (izbor)
Mnogobrojne snimljene izvedbe Zagrebačke filharmonije pohranjene su u arhivu Hrvatske radiotelevizije. Neki od tih tonskih zapisa, ranije objavljenih na gramofonskim pločama, u novije su vrijeme i digitalizirani. No dio njih još je pohranjen na magnetskim vrpcama pa ih je stoga uglavnom moguće čuti samo u pojedinim (dokumentarnim) radijskim ili TV emisijama.
Odabrana diskografija:
- Prokofiev: Symphony No. 1 in D Major Op. 25 »Classical Symphony« / Shostakovich: Symphony No. 1 in F Major Op. 10 – dirigent: Milan Horvat / Philips, LP ‎835 194 AY
- Shostakovitch: Symphonies Nos. 1 & 9 – dirigent: Milan Horvat / Turnabout,‎ LP TV 34223
- Beethoven: Concerto for Violin and Orchestra in D, Op. 61 – Igor Ozim, violina; dirigent: Milan Horvat / LP Wing ‎WL.1141, 1962.
- Rimski-Korsakov: Šeherezada, simfonijska suita op. 35 – dirigent: Pavle Dešpalj / Jugoton ‎LSY-68089, 1982.
- Orkestralni biseri iz popularnih opera – dirigent: Pavle Dešpalj / Jugoton ‎LSY-66220, 1984.
- Smetana: Moja Domovina / Janaček: Sinfonietta – dirigent: Lovro Matačić / Jugoton ‎LSY-65065/6, 1985.
- Beethoven: Symphonies Nos. 5 and 2 – dirigent: Richard Edlinger / Naxos CD 8.550177, 1988.
- Beethoven: Symphonies Nos. 7 and 4 – dirigent: Richard Edlinger / Naxos CD 8.550180, 1988.
- Beethoven: Symphony No. 9 in D minor, Op. 125, »Choral« – Gabriele Lechner, sopran; Diane Elias, mezzosopran; Michael Pabst, tenor; Robert Holzer, bas; dirigent: Richard Edlinger / Naxos CD 8.550181, 1988.
- Tchaikovsky: Symphony No.6 in B Minor, Op.74, »Pathétique« – dirigent: Kazushi Ono / Opus LP&CD 9310 2110, 1989.
- Kelemen: Koncert za klavir i orkestar / Stravinski: Suita iz baleta »Petruška« – Melita Lorković, glasovir; dirigent: Milan Horvat / Zagrebačka filharmonija CD37600, 2000.
- Mozart: Koncert za klavir i orkestar u B-duru, KV 595 / Beethoven: Koncert za klavir i orkestar u Es-duru, op. 37 »Carski« – Emil Gileljs, glasovir (Mozart); Arturo Benedetti Michelangeli, glasovir (Beethoven); dirigent: Milan Horvat / Cantus, CD 98898496092, 2001.
- Hrvatski skladatelji: Dobronić, Slavenski, Fribec, Kuljerić – dirigent: Lovro von Matačić / Orfej-HRT CD ORF 278, 2003.
- Wagner: Rienzi, Tristan i Izolda, Sumrak bogova (odlomci) – Roberta Knie, sopran; dirigent: Lovro von Matačić / Orfej-HRT CD 286, 2003.
- Musorgski: Boris Godunov – Branka Beretovac (sopran), Blaženka Milić (sopran), Dubravka Zubović (mezzosopran), Breda Kalef (mezzosopran), Blanka Zec (alt), Franjo Paulik (tenor), Aleksej Prončev (tenor), Josip Šutej (tenor), Josip Novosel (tenor), Tomislav Neralić (bas), Miljenko Grozdanić (bas), Vladimir Ruždjak (bariton), Duško Kukovec (bariton), Vladimir Kinjajev (basbariton), Dječji zbor KUD-a Mladost Novi Zagreb, Zbor RTV Zagreb; dirigent: Lovro von Matačić / Orfej-HRT CD ORF 329, 2005.
- Papandopulo: ‎3. Koncert za klavir i orkestar & Koncert za violinu i orkestar – Dalibor Cikojević, glasovir; Sidonija Lebar, violina; dirigent: Pavle Dešpalj / Aquarius Records CD 203-08, 2008. ↓2
- Verdi, Puccini, Wagner: Opera Arias – Zoran Todorovich, tenor; Valentina Fijačko, sopran; dirigent: Ivan Repušić / Oehms Classics OC793, 2011.

## Nagrade i priznanja
- 1958. – Nagrada Grada Zagreba za iznimna umjetnička postignuća pod rukovodstvom Milana Horvata
- 1983. – priznanje Koncertne dvorane Vatroslava Lisinskog za aktivnu suradnju u povodu 10. obljetnice uspješnog rada Dvorane
- 1989. – Nagrada Grada Zagreba za iznimna umjetnička postignuća u prethodnoj godini[11]
- 1995. – diploma Milka Trnina Hrvatskog društva glazbenih umjetnika[12]
- 1996. – plaketa Hrvatskog društva glazbenih umjetnika u povodu 125. obljetnice umjetničkog djelovanja[13]
- 1996. – povelja Hrvatskoga društva skladatelja u povodu 125. obljetnice djelovanja i promicanja hrvatskoga glazbenog stvaralaštva
- 2001. - nagrada Zlatno zvono Hrvatskog društva glazbenih umjetnika u povodu 130. obljetnice umjetničkog djelovanja[14]
- 2009. – diskografska nagrada Porin u kategoriji za najbolji album klasične glazbe (Boris Papandopulo - 3. Koncert za klavir i orkestar  te Koncert za violinu i orkestar)
- 2009. – Velika povelja Međunarodne kulturne manifestacije Mostarsko proljeće 2009. – XI. Dani Matice hrvatske Zagrebačkoj filharmoniji i njenom ravnatelju g. Miljenku Puljiću za uspješnu suradnju i potporu[15]
- 2011. – Plaketa Grada Zagreba u povodu 140. obljetnice utemeljenja i umjetničkog djelovanja
- 2012. – Hrvatska državna nagrada u povodu 140. obljetnice uspješnoga djelovanja, te za iznimne zasluge u promoviranju glazbene umjetnosti u Republici Hrvatskoj i svijetu[16]
- 2013. – Povelja zahvalnosti Grada Đakova za uspješnu suradnju[17]
- 2016. – diskografska nagrada Porin u kategoriji za najbolji album klasične glazbe (In memoriam Milan Horvat –  Requiem u d-molu, K.626, W. A. Mozarta)
- 2017. – diskografska nagrada Porin u kategoriji za najbolji album klasične glazbe (Sunčana polja)
- 2017. – diskografska nagrada Porin u kategoriji za najbolju izvedbu klasične glazbe (Sunčana polja)
- 2017. – Nagrada Grada Zagreba kao visoko javno priznanje zbog izvanrednih zasluga u promicanju glazbe i kulture
- 2017. – Počasna povelja grada Rosaria (Argentina) za kulturnu suradnju